# Sean Gabb
Sean Gabb (1960, Chatham, Reino Unido) es un escritor, locutor, e intelectual político británico. Desde 2006 es el director de Libertarian Alliance, un centro de pensamiento por el mercado libre y las libertades civiles.
Es el autor de una quincena de libros, que incluyen siete novelas y tres volúmenes de poesía. Ha sido traducido comercialmente al italiano, español, griego, eslovaco, húngaro y chino.

## Carrera
Se graduó en Historia por la Universidad de York en 1982. En 1998 obtuvo su doctorado en Historia intelectual y política por la Universidad de Middlesex. Formó parte de Libertarian Alliance desde 1979 y se convirtió en su director en 2006, poco antes de la muerte de su fundador Chris Tame.
En 1991 y 1992 fue asesor económico y político de Jan Carnogursky, primer ministro de Eslovaquia, donde fue atacado por ser un radical del mercado libre. Fue uno de los directores de Sudan Foundation, la cual existió "para promover mejores relaciones entre los pueblos británico y sudanés", renunció a su puesto en 1999.

## Ideas políticas
Gabb es partidario de la legalización de las drogas y es un adversario del multiculturalismo y la inmigración masiva como política pública. No ve ningún mal en el matrimonio gay o la adopción gay, pero defiende la necesidad de ser capaz de hacer crítica abierta a la homosexualidad como parte de su postura por la libertad de expresión sin interferencia política. Es un aislacionista en política exterior (tanto antiamericano como euroescéptico) y un defensor de una amplia libertad social y económica. Ha escrito en apoyo de la monarquía y la Cámara de los Lores, también en defensa de los derechos de los negadores del Holocausto, y para permitir a una ley de prescripción por el delito de abuso de menores.
Gabb es controversial para algunos debido a sus puntos de vista, por ejemplo ha sugerido que la Comisión para la Igualdad Racial debe ser abolida y sus registros destruidos, sosteniendo que este tipo de organizaciones convierten al gobierno británico en un estado policial, pues en nombre de la diversidad racial se habrían instaurado graves restricciones a la libertad de expresión, la libertad de asociación y la libertad de contrato. En cuanto a la libertad de expresión, Gabb la defiende como manifestación de la propiedad de uno mismo, "No es asunto del Estado para decirle a la gente lo que puedo y no puedo pensar. Nuestros cuerpos son nuestro dominio. Nuestras mentes son nuestro dominio. Qué hacemos con ellos es nuestro negocio..." Sobre la inmigración ha dicho que no se opone a que la gente busque nuevas oportunidades en otro país siempre que no sean una carga a los contribuyentes nacionales.
En temas económicos, Gabb ha tomado una posición en contra de las corporaciones de responsabilidad limitada como parte de su defensa del mercado libre, sobre la base de que tal figura societaria serviría para proteger a los accionistas de sus obligaciones de deuda, lo que representa un subsidio estatal. En un debate en Oxfam dijo que su creación era "uno de los mayores errores legislativos del siglo XIX. Su existencia se basa en la separación entre propiedad y control. Los propietarios son liberados de toda responsabilidad."